# Luke Black
Luka Ivanović (serbe : Лука Ивановић), professionnellement connu sous le nom de Luke Black, est un auteur-compositeur-interprète serbe. Né à Čačak le 18 mai 1992, il est devenu le premier artiste serbe à être signé sous Universal Music Group, avec lequel il a sorti l'EP Thorns en février 2015, suivi de l'EP Neoslavic en juillet 2018. En tant qu'artiste indépendant, il sort l'EP F23.8 en janvier 2023 puis, au cours de la même année, il représente la Serbie au Concours Eurovision de la chanson avec le titre Samo mi se spava. En mai 2024, il sort son premier album intitulé Chainsaws In Paradise.

## Biographie
Luka Ivanović est né le 18 mai 1992 à Čačak, République Fédérale de Yougoslavie. Il poursuit son intérêt pour la musique à l'âge de 12 ans lorsqu'il commence à écrire ses propres paroles et, quelques années plus tard, à créer et à produire de la musique. Après avoir été diplômé du lycée de Čačak, Ivanović déménage à Belgrade pour étudier la langue et la littérature anglaises. Plus tard, il déménage à Londres où il obtient une maîtrise en production musicale.
Ivanović a déclaré que son nom de scène "Luke" vient de l'anglicisation de son prénom, tandis que "Black" vient du moment où, adolescent, il a exprimé quarante jours de deuil pour la "mort de la scène musicale serbe".
Sa carrière débute lorsque l'interprétation de sa chanson D-Generation est remarquée par les représentants d'Universal Music Group, qui lui proposent un contrat d'enregistrement. Il fait ses débuts avec l'aide du collectif de musique serbe Zemlja Gruva. En 2014, Luke Black sort son premier single Nebula Lullaby. En mai de la même année, il fait sa première représentation en direct au Centre de la jeunesse de Belgrade dans le cadre du Festival Gruvlend, organisé par Zemlja Gruva pour présenter de nouveaux talents. D-Generation sort officiellement en février 2015. D-Generation est suivi du deuxième single Holding On To Love en mai 2015. L'EP Thorns sort le 18 septembre 2015 sous Universal. Le mois suivant, il est promu au festival Waves Vienna et à la culture Tvornica à Zagreb, où Luke Black fait la première partie de Lust For Youth,.
En mai 2016, Luke Black sort le single Demons. La chanson est nommée pour représenter la Serbie au Concours Eurovision de la chanson 2016 à Stockholm, mais la Radio-télévision de Serbie opte finalement pour Goodbye (Shelter) de Sanja Vučić. 
En juin 2016, Luke Black entame sa première tournée en Chine, où il se produit à Pékin, Shanghai et Guangzhou.
En avril 2017, il se produit lors d'un défilé de mode, lors de la Berlin Alternative Fashion Week, qui s'est tenue à la discothèque Berghain. Il y annonce la sortie de son single Walpurgis Night, produit par le Suédois Oscar Fogelström. Des versions remasterisées de Demons et Walpurgis Night ont été incluses dans le deuxième EP, Neoslavic, sorti en juillet 2018.
En avril 2021, Luke Black sort indépendamment A House on the Hill, qui figure sur son EP F23.8.
En janvier 2023, il est annoncé comme l'un des candidats de Pesma za Evroviziju '23, la sélection nationale serbe pour le Concours Eurovision de la chanson 2023, avec la chanson Samo mi se spava. Le 4 mars, il est choisi pour représenter la Serbie avec 49 votes du jury et 20 070 votes du public. Le 9 mai, Luke Black se produit lors de la première demi-finale du Concours Eurovision de la chanson et se qualifie pour la finale en se classant 10e. A l'issue de la grande finale, le 13 mai, il se classe 24e avec un total de 30 points.

## Discographie

### Singles
| Titre                             | Année | Album                 |
| --------------------------------- | ----- | --------------------- |
| Nebula Lullaby                    | 2014  | Hors album            |
| D-Generation                      | 2015  | Thorns (EP)           |
| Holding on to Love                | 2015  | Thorns (EP)           |
| Jingle Bell Rock / Nebula Lullaby | 2015  | Hors album            |
| Demons                            | 2016  | Neoslavic (EP)        |
| Walpurgis Night                   | 2017  | Neoslavic (EP)        |
| Olive Tree                        | 2017  | Neoslavic (EP)        |
| Frankensteined (feat. Majed)      | 2019  | Hors album            |
| A House on the Hill               | 2021  | F23.8 (EP)            |
| Amsterdam                         | 2021  | F23.8 (EP)            |
| Heartless                         | 2021  | F23.8 (EP)            |
| 238                               | 2022  | F23.8 (EP)            |
| Samo mi se spava                  | 2023  | Chainsaws In Paradise |
| I'm So Happy                      | 2023  | Chainsaws In Paradise |
| God's Too Cool                    | 2023  | Chainsaws In Paradise |
| Chainsaws In Paradise             | 2024  | Chainsaws In Paradise |
| Winter Dahlia                     | 2024  | Chainsaws In Paradise |
| Drinking Jack With Daddy          | 2024  | Chainsaws In Paradise |
| BATSHIT                           | 2024  | Hors album            |
| Winter Dahlia (Glacial Version)   | 2024  | Hors album            |
| VOMIT                             | 2025  | Hors album            |

## Clips musicaux
| Titre               | Année | Réalisateur(s)                  |
| ------------------- | ----- | ------------------------------- |
| D-Generation        | 2015  | Vasso Vu                        |
| Holding on to Love  | 2015  | Filip Mojzeš, Tatjana Krstevski |
| Walpurgis Night     | 2017  | Sara Vulović                    |
| Olive Tree          | 2017  | Kosta Djuraković                |
| A House on the Hill | 2021  | Razorade, Vasso Vu              |
| Amsterdam           | 2021  | Luke Black                      |
| I'm So Happy        | 2023  | Prosper Unger-Hamilton          |
| VOMIT               | 2025  | Roger Spy                       |